# مدرسه (فیلم ۲۰۱۰)
مدرسه (به هندی: Paathshaala) فیلمی است محصول سال ۲۰۱۰ و به کارگردانی میلیند یوکی است. در این فیلم بازیگرانی همچون شاهد کاپور، آیشا تاکیا، نانا پاتیکار، آویکا گور، سوشانت سینگ، سراب شوکلا، آنجان سیرواستاو، سوشمیتا موکرجی ایفای نقش کرده‌اند.